# Bernardo de Monteagudo
Bernardo José de Monteagudo (Tucumán, 1789 – Lima, 1825) è stato un politico, militare e rivoluzionario argentino.
Giudice militare dell'esercito del Nord fino al 1811, fu fondatore del Grito del Sur e presidente della Sociedad Patriótica dal 1812.
Oppositore di Cornelio Saavedra, fu adepto di José de San Martín e dunque ministro della guerra e ministro degli esteri del Perù. Fu assassinato nel 1825.